# Belleville-sur-Bar
Belleville-sur-Bar is een plaats in het Franse departement Ardennes in de regio Grand Est. De plaats maakt deel uit van het arrondissement Vouziers.

## Geschiedenis
Belleville-sur-Bar ging op 29 december 1975 samen met Châtillon-sur-Bar in een fusion associée op in de gemeente Belleville-et-Châtillon-sur-Bar, waarvan Belleville-sur-Bar de hoofdplaats werd.